# جایزه صلح کتاب‌فروشان آلمان

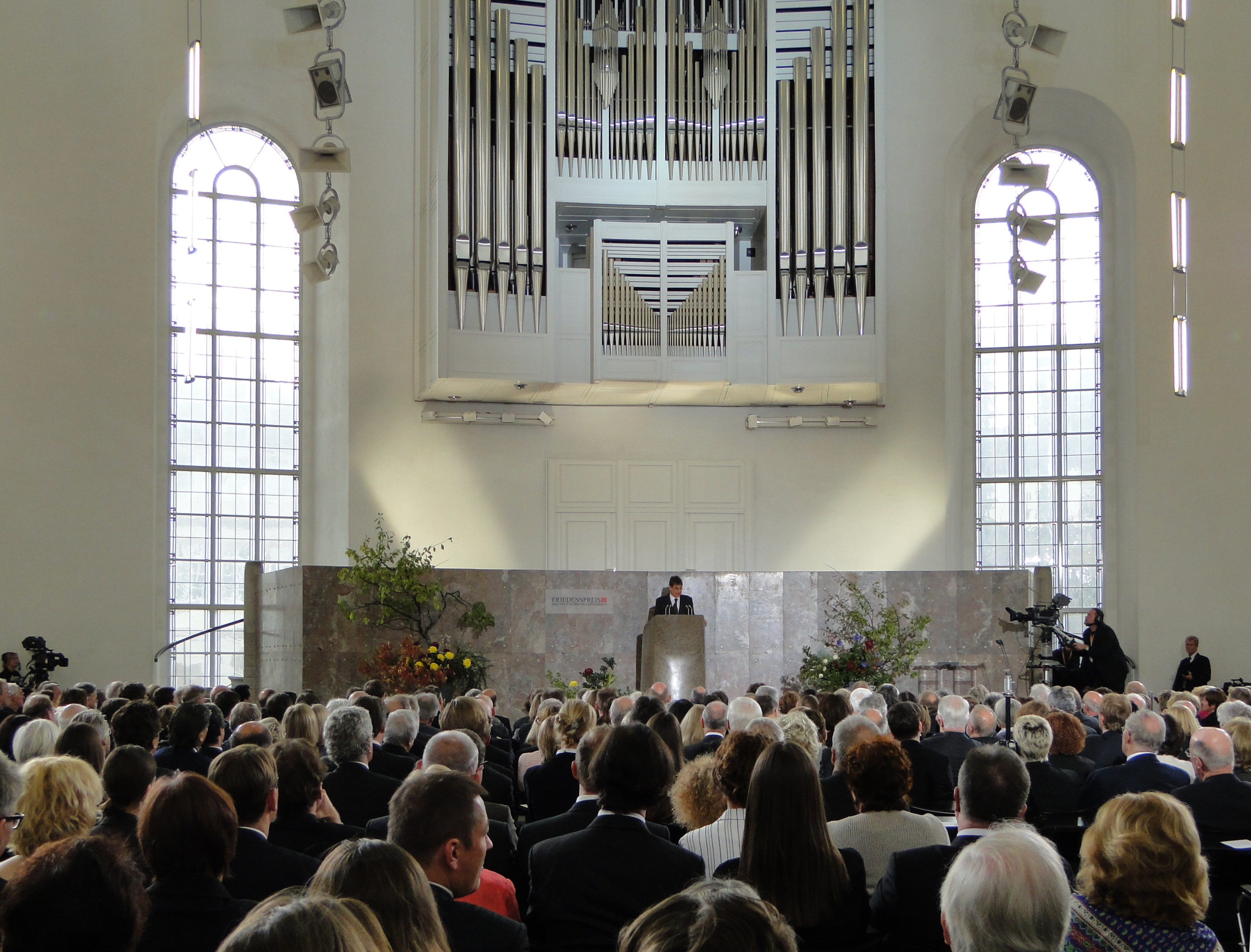
مراسم اهدای جایزه صلح کتابفروشان آلمان در کلیسای پاول

جایزه صلح کتابفروشان آلمان یک جایزه صلح جهانی است که اتحادیه ناشران و کتابفروشان آلمان هر ساله در جریان برگزاری نمایشگاه کتاب فرانکفورت اهداء می‌کند.

این جایزه از سال ۱۹۵۰ به صورت مستمر به شخص یا نهادی که در پیشبرد و تحقق اندیشه‌های بشردوستانه و صلح‌آمیز مؤثر بوده باشد، داده شده‌است.

جایزه صلح کتابفروشان آلمان هر سال در کلیسای پاول در فرانکفورت، جایی که سنگ بنای نمایشگاه کتاب فرانکفورت در آنجا گذاشته شده‌است، اهداء می‌شود.

## برندگان
در بسیاری از سال‌ها اتحادیه ناشران و کتابفروشان آلمان، پیش از آنکه آکادمی نوبل به این شخصیت‌ها جایزه نوبل صلح بدهد، به آن‌ها جایزه داده‌است.

این جایزه را تاکنون نویسندگان، پزشکان، فیلسوفان، سیاستمداران، ناشران، موسیقیدانان و مترجمان با ملیت‌های مختلف دریافت کرده‌اند.
هرمان هسه، کارل یاسپرس، ارنست بلوخ، ماکس فریش، اوکتاویو پاز، واسلاو هاول، آنه ماری شیمل، ماریو بارگاس یوسا، یورگن هابرماس، یاشار کمال، آسترید لیندگرن و اورهان پاموک از برندگان این جایزه هستند.